# Mesoclemmys dahli
La tortuga carranchina, carrancha, nuca palmera o cuello torcido (Mesoclemmys dahli) es una especie de tortuga nocturna de la familia Chelidae. Especie endémica de Colombia. 
Es originaria de los arroyos, humedales, pantanos, ciénagas y lagunas de las cuencas de los ríos Sinú y San Jorge y de los arroyos que desembocan en el golfo de Morrosquillo, en los bosques secos tropicales y sabanas de los departamentos colombianos de Sucre y Córdoba.
Su caparazón es de color aceitunado, tiene 21,5 cm de longitud, elíptico, más ancho atrás que adelante con el borde posterior levemente aserrado. La cabeza es grande y amplia con un hocico levemente proyectado. La cabeza es gris, oliva o parda en la parte superior, pero bajo la quijada, oídos y a los lados, es amarilla o crema. La nuca es gris y la garganta más clara. Las patas y la cola son grises a pardas por encima pero más claras por debajo. Posee una glándula almizclera en la cloaca, que produce un olor desagradable cuando es molestada.
Los machos se distinguen la cola más larga y gruesa y las hembras por su cabeza más ancha y abultada detrás de los ojos. La hembra pone 1 a 6 huevos elípticos de 29 a 35 mm de largo por 23 a 28 mm de ancho.
Captura peces, reptiles, anfibios, caracoles, babosas, crustáceos e insectos acuáticos, y se alimenta además de carroña.
Soporta una intensa destrucción y transformación de su hábitat natural debido a la urbanización y la expansión de las haciendas. Fue clasificada por la UICN desde 1985 como el tercer reptil más cercano a la desaparición en la tierra[cita requerida] y figura en la lista roja de especies amenazadas. Quedan unos mil ejemplares vivos.[cita requerida]
Inicialmente fue incluida en el género Phrynops, pero posteriormente se incluyó en el género monotípico Batrachemys. Actualmente está incluida en Mesoclemmys

## Problemática de la especie

### Pérdida del hábitat
El grave problema de fragmentación que padecen los bosques secos tropicales en Colombia y en particular en el Caribe colombiano, hábitat de estas tortugas, se ha convertido en el más serio obstáculo para su desplazamiento y, es decir, para su supervivencia.
Los bosques secos tropicales de Colombia han sido severamente transformados y fragmentados por actividades humanas, principalmente por el pastoreo y la agricultura, y actualmente queda menos del 10 % del territorio original, señala la investigación publicada en Conservation Genetics.
De las más de 9 millones de hectáreas que cubrían estos bosques en Colombia, hoy solo queda un 8 %, refiere el Instituto de Investigación de Recursos Biológicos Alexander von Humboldt. 
La Mesoclemmys dahli habita en arroyos y estanques, especialmente en aquellos con alto porcentaje de cobertura vegetal en sus riberas. Ocasionalmente, durante la estación seca (diciembre a marzo), cuando la mayoría de los cuerpos de agua descienden, la tortuga carranchina permanece en el bosque debajo de la camada, en agujeros, raíces de árboles o en arbustos espinosos.
Actualmente, la vegetación ribereña en la mayoría de las corrientes de agua habitadas por esta especie ha sido sometida a una deforestación intensa, si no ha sido del todo erradicada, explica el artículo.
Dada la magnitud de la transformación del bosque seco tropical, es razonable sospechar que la tortuga carranchina podría estar amenazada por cualquier de los posibles impactos de la pérdida o fragmentación del hábitat.

### Endogamia
La movilidad es muy importante para cualquier especie —explica la bióloga Natalia Gallego García—, ya que los migrantes llevan consigo genes nuevos que los residentes no tienen, aumentando así la diversidad genética de la especie. “Tener muchos genes de diferentes tipos es trascendental para adaptarse al medio ambiente que cambia todo el tiempo”.
Si no existe un movimiento de individuos entre las poblaciones,  esta especie no aumenta su diversidad genética, por lo tanto, se hace más vulnerable a los cambios del ambiente, lo que conlleva a un riesgo mayor de extinción.
Otro problema grave que se presenta con poblaciones pequeñas y aisladas es el de la endogamia —refiere Gallego García—, es decir, reproducirse con parientes cercanos.
La endogamia incrementa la probabilidad de adquirir genes defectuosos o mutaciones, que derivan en enfermedades raras, esterilidad o incluso la muerte. En consecuencia, las poblaciones con alto nivel de endogamia están mucho más propensas a extinguirse.
“En el caso de esta especie de tortuga, los niveles de endogamia que encontramos son tan altos que se asemejan a los de un cruce entre medios hermanos, tío-sobrina, abuelo-nieta o cualquier combinación con un segundo grado de consanguinidad. En pocas palabras, los niveles de endogamia son lo suficientemente altos como para encender la alarma”, dice la experta.
La tortuga carranchina ya estaba clasificada como en peligro de extinción por encontrarse distribuida en un rango muy reducido, pero el estudio ha permitido conocer que el riesgo es mucho mayor, y si desaparece del Caribe colombiano, se extingue en todo el planeta porque no existe en ningún otro lugar del mundo.
Además —continúa la bióloga— encontramos que al estar fragmentada en grupitos o poblaciones muy pequeñas, está empezando a perder diversidad genética y a aumentar la endogamia a niveles muy peligrosos. “En pocas palabras, descubrimos que está mucho más amenazada de lo que se pensaba, y que de no tomar medidas al respecto, podemos perder pronto a la especie”.
Un tercer problema encontrado en esta especie es lo que se denomina ‘deriva genética’, es decir, otra forma de perder diversidad genética, que se explica por la transmisión aleatoria de genes de padres a crías. Como se trata de un proceso aleatorio, puede ocurrir que en esa transmisión algunos genes ya no sean heredados a la siguiente generación, por lo tanto, determinado gen desaparece para siempre. La ‘deriva genética’ es mucho más fuerte en poblaciones pequeñas que en grandes y puede hacer que pierdas genes mucho más rápido.

## Proyectos de conservación
“La tortuga carranchina únicamente se encuentra en Colombia y está restringida a la región norte del Caribe. Es la única especie de su ‘familia’ —con cuello largo que recogen hacia un lado— que se encuentra al norte de los Andes. Es decir, todas las otras especies de su familia habitan la Orinoquía o la Amazonía, esta es la única que habita los bosques del Caribe. Todo esto la hace muy particular y única”, explica Germán Forero, Director Científico de Wildlife Conservation Society Colombia y coautor de la investigación.
Sin embargo, el bosque seco es el ecosistema más amenazado de Colombia y uno de los menos representados en el sistema de parques naturales, agrega Forero,  por esta razón la especie se encuentra en un área altamente transformada.
“Desde hace diez años venimos estudiando la especie, identificando su distribución en Colombia, sus patrones de movimiento, sus requerimientos de hábitat, su ecología reproductiva y más recientemente su condición genética”, explica Forero y agrega que “las investigaciones han permitido comprender mejor la problemática que enfrenta la tortuga carranchina y lo que se debe hacer para su conservación”.
Forero también señala que se han iniciado actividades de recuperación de su hábitat en el departamento colombiano de Cesar, donde se están restaurando bosques que protegen las quebradas, hogar de la especie.
“Hemos iniciado procesos de restauración en más de 30 hectáreas de vegetación ribereña, por medio de acuerdos con los propietarios. Todo esto busca mejorar la calidad del hábitat para la especie, con el objetivo de que pueda persistir en ella. Además, estamos trabajando en la identificación de un espacio adecuado para establecer un área protegida de carácter privada con el fin de preservar la especie”, comenta.
Por su parte, la bióloga Natalia Gallego menciona que vienen trabajando en una segunda investigación para corroborar que los problemas de la tortuga carranchina son una consecuencia de la destrucción del bosque seco tropical en el Caribe colombiano.
También se está diseñando un programa de ‘rescate genético’ para la especie que  consiste en mover individuos de un lugar a otro, con el fin de reducir sus niveles de endogamia y aumentar la diversidad genética. “Básicamente es ayudarlos a moverse ya que no pueden hacerlo de forma natural por la falta de bosque. Todo esto vendría acompañado de un programa de monitoreo que nos permitiría saber si las acciones implementadas están funcionando o no”.
A pesar de las dificultades que enfrenta la tortuga carranchina, la ardua labor de los científicos ofrece la esperanza de que aún permanezcan en el planeta.

## Taxonomía
Mesoclemmys dahli fue originalmente descrito como Phrynops (Batrachemys) dahli por Zangerl y Medem en 1958, basándose en cuatro especímenes recogidos "cerca" de Sincelejo, Sucre, Colombia. El epíteto hace honor al coleccionista, ictiólogo y profesor George Dahl del Liceo Bolívar de Sincelejo. Medem (1966) publicó posteriormente datos sobre la ecología y el comportamiento de la especie y proporcionó información sobre su área de distribución geográfica. Además recolectó algunos individuos más que están depositados en el Instituto de Ciencias Naturales de la Universidad Nacional de Colombia. Durante muchos años el taxón se denominó simplemente Phrynops dahli, ya que el uso de subgéneros no tuvo mucha aceptación. McCord et al. (2001) realizaron un estudio del amplio género Phrynops y sugirieron resucitar y elevar el antiguo subgénero Batrachemys, designando a la especie Batrachemys dahli. Sus análisis no fueron aceptados por algunos autores (Joyce et al. 2004 y otros), principalmente porque las relaciones filogenéticas de los quélidos sudamericanos no están no están bien resueltas, y la especie se colocó posteriormente en el género más amplio Mesoclemmys, también un antiguo subgénero de Phrynops. Vargas-Ramírez et al. (2012) analizaron las secuencias del gen mitocondrial del citocromo b e identificaron una estrecha relación y una débil divergencia genética entre M. dahli y M. zuliae de Venezuela. Actualmente, el Turtle Taxonomy Working Group (2012) reconoce la especie como Mesoclemmys dahli.